# Иван Иванчић
Иван Иванчић (Грабовица 6. децембар 1937 — Загреб 28. август 2014) бивши југословенски атлетски репрезентативац у бацању кугле. Као атлетски тренер до краја живота радио је у ХАК Младост из Загреба.

## Биографија
Иванчић је рођен у селу Грабовица код Томиславграда. Основну школу и гимназију завршио је у Тузли, а дипломирао на Факултету спорта и физичког васпитања Универзитета у Београду.
Свој улазак у атлетику Иванчић је описао као "случајно“. У време док је радио у Министарству саобраћаја у Београду као саобраћајни полицајац, повремено се такмичио у бацању кугле на радничким спортским играма, а добри резултати подстакли су га да се озбиљније заинтересује за атлетику и постане члан АК Црвена звезда где је из два пута провео укупно 24 године. Прекид од четири године направио је преласком у АК Партизан. У вези за овај прелазак Иванчић у једном интервију каже:
- Нисам био поборник идеје о мијењању клубова. У Звезди сам провео, кроз два наврата, 24 године и никада нисам хтио отићи у Партизан. Међутим, проблем је настао при додјели градских станова гдје сам, мимо свих критерија, заобиђен да би се збринуло неког ватерполиста Манојловића. Због нарушавања тог редослиједа на четири сам године отишао у Партизан па се поновно вратио у Звезду.
. Тренер му је био Милован Јованчић.
Радио је као учитељ у школи 35 година..
Иванчић се нашао у врху југословенских бацача кугле средином 1970-их. Првенство Југославије освајао је 7 пута (1970—1975, 1977), а шест пута је поправљао државни рекорд. Рекорде је постављао после Милије Јоцовића, а пре Владимира Милића. Први је бацач који је у Југославији бацио куглу преко 19 метара. Његови рекорди су почели даљином 18,98 метара 1971. године, у 1972. поставио је узастопно четири рекорда:19,22 — 19,33 — 19,38 и 19,77, а последњи је остварен 1. маја 1976. године у Сплиту хицем 19,86 метара.
Учествовао је на Олимпијским играма 1972. у Минхену (19. место), Олимпијским играма 1976. у Монтреалу (16. место.) и на првом Светском првенству на отвореном 1983. у Хелсинкију (12. место). У Хелсинкију је учествовао са навршених 45 година и 244 дана и тиме постао најстарији учесник светских првенстава у атлетици у бацању кугле и у свим дисциплинама светских првенстава уопште.
Месец дана после Светског првенства у Хелсинкију, 31. августа 1983. у Кобленцу поставио је свој лични рекорд од 20,77 м. До 2013. године то је светски рекорд у категорији за мушкарце од 45. до 49. година (М45). Ни један атлетичар његових година до данас није успео да му се резултатом приближи на ближе од 2,5 метра по даљини хица. Његов резултат из 1980. од 20,44 м био је светски рекорд у категорији за мушкарце од 40. до 45. година (М40) док није оборен 1985. године.
На међународним такмичењима медаље у бацању кугле је освајао: златну на Медитеранским играма 1975. у Алжиру, бронзану 1979. у Сплиту и две бронзане медаље на Европским првенствима у дворани 1980. у Зинделфингену и 1983. у Будимпешти. За репрезентацију Југославије је наступао 53 пута.
Са такмичења се званично повукао 1987. са 50 година. Неко време се такмичио у ветеранским такмичењима, али је одустао „јер није могао прихватити чињеницу да више не може бацити преко 20 метара, као што је то могао прије.“

## Тренерска каријера
Иванчић је постао тренер 1970, док се још увек активно такмичио. Радио је са својом своји колегама Владимиром Милићем и Јованом Лазаревићем који су освајали златне медаље у бацању кугле на Медитеранским играма 1979 и 1983. Након распада Југославије, Иванчић је тренирао хрватске атлетичаре, као: Едис Елкасевић, светски јуниорски првак и светски јуниорски рекордер у бацању кугле и освајач златне медаље на Медитеранским играма., Марин Премеру, светски омладински рекордер у бацању кугле,, Ивана Бркљачић, двоструки светски јуниор првак у бацању кладива и Дарко Краљ , параолимпијски победник, светски првак и светски рекордер у бацању кугле
Тренирао је и Сандру Перковић, хрватску бацачицу диска, коју је препознао као таленат за ту дисциплину у 5 разреду основне школе. У првој години са тренером Иванчићем Сандра је поправила свој лични рекорд са 32 до преко 50 метара. После освајања злата на Европском првенству за јуниоре 2009. Сандра Перковић је постала и најмађа првакиња Европе у бацању диска на Европском првенству 2010. у Барселони и успешно одбранила титулиу две године касније у Хелсинкију Исте године је и олимпијска победница у Лондону. Крајем 2012. године сарадња између Ивана Иванчића и Сандре Перковић је прекинута.